# Cecil Beaton
Cecil Beaton de nome completo Cecil Walter Hardy Beaton (Londres, 14 de janeiro de 1904 — Wiltshire, 18 de janeiro de 1980) foi um fotógrafo inglês de moda, retrato e guerra, e figurinista britânico. Venceu o Oscar de melhor figurino na edição de 1959 pelo filme Gigi e na edição de 1965 por My Fair Lady.

## Publicações

### Obras selecionadas
- The Book of Beauty (Duckworth, 1930)
- Cecil Beaton's Scrapbook (Batsford, 1937)
- Cecil Beaton's New York (Batsford, 1938)
- My Royal Past (Batsford, 1939)
- History Under Fire com James Pope-Hennessy (Batsford, 1941)
- Time Exposure com Peter Quennell (Batsford, 1941)
- Air of Glory (HMSO, 1941)
- Winged Squadrons (Hutchinson, 1942)
- Near East (Batsford, 1943)
- British Photographers (William Collins, 1944)
- Far East (Batsford, 1945)
- Cecil Beaton's Indian Album (Batsford, 1945–6, republicado como Indian Diary and Album, OUP, 1991)
- Cecil Beaton's Chinese Album (Batsford, 1945-6)
- India (Thacker & Co., 1945)
- Portrait of New York (Batsford, 1948)
- Ashcombe: The Story of a Fifteen-Year Lease (Batsford, 1949)
- Photobiography (Odhams, 1951)
- Ballet (Allan Wingate, 1951)
- Persona Grata com Kenneth Tynan (Allan Wingate, 1953)
- The Glass of Fashion (Weidenfeld & Nicolson, 1954)
- It Gives Me Great Pleasure (Weidenfeld & Nicolson, 1956)
- The Face of the World: An International Scrapbook of People and Places (Weidenfeld & Nicolson, 1957)
- Japanese (Weidenfeld & Nicolson, 1959)
- Quail in Aspic: The Life Story of Count Charles Korsetz (Weidenfeld & Nicolson, 1962)
- Images com um prefácio de Edith Sitwell e uma introdução de Christopher Isherwood (Weidenfeld & Nicolson, 1963)
- Royal Portraits com uma introdução de Peter Quennell (Weidenfeld & Nicolson, 1963)
- Cecil Beaton's 'Fair Lady' (Weidenfeld & Nicolson, 1964)
- The Best of Beaton com uma introdução de Truman Capote (Weidenfeld & Nicolson, 1968)
- My Bolivian Aunt: A Memoir (Weidenfeld & Nicolson, 1971)

### Diários
- Cecil Beaton's Diaries: 1922–39 The Wandering Years (Weidenfeld & Nicolson, 1961)
- Cecil Beaton's Diaries: 1939–44 The Years Between (Weidenfeld & Nicolson, 1965)
- Cecil Beaton's Diaries: 1944–48 The Happy Years (Weidenfeld & Nicolson, 1972)
- Cecil Beaton's Diaries: 1948–55 The Strenuous Years (Weidenfeld & Nicolson, 1973)
- Cecil Beaton's Diaries: 1955–63 The Restless Years (Weidenfeld & Nicolson, 1976)
- Cecil Beaton's Diaries: 1963–74 The Parting Years (Weidenfeld & Nicolson, 1978)
- Self Portrait with Friends: The Selected Diaries of Cecil Beaton 1926–1974 editado por Richard Buckle (Weidenfeld & Nicolson, 1979)
- The Unexpurgated Beaton: The Cecil Beaton Diaries as they were written com uma introdução de Hugo Vickers (Orion, 2003)
- Beaton in the Sixties: More Unexpurgated Diaries com uma introdução de Hugo Vickers (Weidenfeld & Nicolson, 2004)

## Fotografias
- Sir William Walton, 1926
- Stephen Tennant, 1927
- Lady Diana Cooper, 1928
- Charles James (designer), 1929
- Lillian Gish, 1929
- Oliver Messel, 1929
- Lord David Cecil, 1930
- Lady Georgia Sitwell, 1930
- Gary Cooper, 1931
- Molly Fink, 1926
- Pablo Picasso, 1933
- Dürrüşehvar Sultan, 1933
- Marlene Dietrich, 1935
- Salvador Dalí, 1936
- Natalie Paley, 1936
- Aldous Huxley, 1936
- Daisy Fellowes, 1937
- Helen of Greece and Denmark, Queen Mother of Romania, 1937
- Lady Ursula Manners, 1937
- Queen Sita Devi of Kapurthala, 1940
- Bomb Victim (Eileen Dunne), 1940
- Winston Churchill, 1940
- Graham Sutherland, 1940
- Charles de Gaulle, 1941
- Walter Sickert, 1942
- Maharani Gayatri Devi, Rajmata of Jaipur, 1943
- John Pope-Hennessy, 1945
- Isabel Jeans, 1945
- Greta Garbo, 1946
- Yul Brynner, 1946
- Princess Fawzia Fuad of Egypt, Queen of Iran
- Vivien Leigh, 1947
- Marlon Brando, 1947
- Truman Capote, 1948–1949
- Bobby Henrey, 1948
- Countess Cristiana Brandolini d'Adda, 1951
- Duchess of Windsor, 1951
- Vita Sackville-West, 1952
- C. Z. Guest, 1952
- Graham Greene, 1953
- Elizabeth II's Coronation, 1953
- Alexis von Rosenberg, Baron de Redé, 1953
- Elizabeth Taylor, 1954
- Grace Kelly, 1954
- Mona von Bismarck, 1955
- Bernard Berenson, 1955
- Joan Crawford, 1956
- Mrs. Charles (Jayne Wrightsman), 1956
- Maria Callas, 1956
- Dame Edith Sitwell, 1956
- Colin Wilson, 1956
- Marilyn Monroe, 1956
- Leslie Caron, 1957
- Dolores Guinness, 1958
- Princess Margaret, Countess of Snowdon, 1960
- Albert Finney, 1961
- Cristóbal Balenciaga, 1962
- Lee Radziwill, 1962
- Karen Blixen, 1962
- Rudolf Nureyev, 1963
- Audrey Hepburn, 1964
- Margot Fonteyn, 1965
- Jacqueline Kennedy, 1965
- Sheridan Hamilton-Temple-Blackwood, 5th Marquess of Dufferin and Ava, 1965
- Jamie Wyeth, 1966
- Georgia O'Keeffe, 1966
- Andy Warhol, 1967
- Twiggy, 1967
- Mick Jagger, 1968
- Katharine Hepburn, 1969
- Barbra Streisand, 1969
- Gloria Guinness, 1970
- Hubert de Givenchy, 1970
- Mae West, 1970
- David Hockney, 1970
- Jane Birkin, 1971
- Marie-Hélène de Rothschild, 1971
- Marisa Berenson as Luisa Casati, 1971
- Jacqueline de Ribes, 1971
- Pauline de Rothschild, 1972
- Tina Chow, 1973
- Gilbert & George, 1974
- Inès de La Fressange, 1978
- Paloma Picasso, 1978
- Caroline of Monaco, 1978
- Olimpia de Rothschild, 1978
- Dayle Haddon, 1979

### Arquivos
- Papers of Sir Cecil Beaton (1922-1980, 38 caixas de arquivo) no St John's College, Cambridge
- Cecil Beaton Papers (1938–1979, 1 caixa de arquivo) na Princeton University Library
- Cecil Beaton Studio Archive na Sotheby's Picture Library